# Paál Zoltán (kémikus)
Paál Zoltán (Rákospalota, 1936. március 1. – Budapest, 2014. október 21.) állami díjas vegyészmérnök. Fő kutatási eredményeit a heterogén katalitikus folyamatok vizsgálata és a katalizátorok felületvizsgálata terén érte el. 1993 és 1997 között az MTA Izotópkutató Intézet igazgatója.

## Életpályája
Középiskolai tanulmányait az újpesti Könyves Kálmán Gimnáziumban végezte. 1954-ben felvették a Budapesti Műszaki Egyetem (BME) Vegyészmérnöki karára. Az egyetem elvégzése után, 1959-ben a Magyar Ásványolaj- és Földgáz Kísérleti Intézetnél helyezkedett el, ahol szénhidrogének sugárhatáskémiájával foglalkozott. 1963 és 1966 között a Tudományos Minősítő Bizottságnak volt aspiránsa, a kémiai tudományok kandidátusa címet 1968-ban nyerte el. 1963-ban az MTA Izotóp Intézetébe került, ahol ezután élete végéig dolgozott. A kémiai tudomány doktora fokozatot 1978-ban kapta meg. 1994-től volt tagja a Magyar Mérnökakadémiának. A BME 1995-ben fogadta habilitált egyetemi tanárrá.

## Munkássága
Munkássága a heterogén katalízis területén bontakozott ki. Az Izotóp Intézetben az első időszakban Tétényi Pál kezdeményezésére a heterogén katalízis multiplet elméletének alkalmazhatóságát vizsgálta a petrolkémiában is fontos dehidrociklizálási-aromatizálódási, vázátrendeződési folyamatokban radioaktív izotópok alkalmazásával.
Fő kutatási tevékenysége a szénhidrogének fémekkel katalizált átalakulásainak vizsgálata volt, elsősorban platina katalizátorokon. Felismerte a hexatrién közti terméken keresztül lejátszódó aromatizálását, tisztázta a hidrogén szerepét különböző reakció utak szelektivitásának szabályozásában. Új mérőszámot dolgozott ki alkánok hidrogenolízisére, módszereket talált egy- és többfémes katalizátorok felületi összetételének és állapotának mérésére a felületi állapot és katalitikus aktivitás összefüggéseinek kutatása során.
Eredményeinek elérését a hazai munka mellett széleskörű nemzetközi együttműködései is jelentősen segítették. 1965-ben a moszkvai Szerves Kémiai Intézetben, majd 1971-1972-ben a Glasgow-i Egyetemen, S. J. Thomson laboratóriumában dolgozott. 1980-ban a Müncheni Egyetemre kapott meghívást Gerhard Ertl-től. Itt hidrogén és nitrogén molekulák nagytisztaságú fémes vas felületén lejátszódó reakcióit vizsgálta. Az itt végzett közös munka Gerhard Ertl Nobel díjának elnyeréséhez (2007) is hozzájárult .
1989-1990-ben a berlini Fritz Haber Intézetben volt vendégkutató, főleg fotoelektron-spektroszkópiás vizsgálatokat végzett. Ez a kapcsolat számos további közös katalitikus tanulmány során huzamosan fennmaradt. 1993-ban és 2000-ben az Innsbrucki Egyetem vendégprofesszora. Az 1990-es évek közepétől együttműködés alakult ki a Poitiers-i Egyetem szerves kémiai és katalízis laboratóriumával (LACCO), amely közös kutatásokat eredményezett, valamint 1999-ben vendégprofesszori meghívást az egyetemre.
Tudását oktatóként is továbbadta. Kurzusokat tartott a BME-n, valamint a Veszprémi és Szegedi Egyetemeken. Hét hazai PhD értekezés témavezetője volt. Ezen kívül a Poitiers-i Egyetem számos diákja vezetésével készítette többhónapos szaklaboratóriumi munkáját, ill. beszámolóját. 
1981 és 1992 között a Katalízis Osztály vezetője volt az MTA Izotópkutató Intézetben. 1993 és 1997 között az intézet igazgatója. Második igazgatói ciklusa idején zajlott az MTA intézetek konszolidációja, ennek során igyekezett az intézet önállóságát a lehetőségekhez képest a további időszakra is biztosítani.
1980 és 1996 az MTA Katalízis Munkabizottságának titkára, majd elnöke. 1988-ban kezdeményezője volt a háromnapos Austrian-Hungarian Meeting on Heterogeneous Catalysis rendezvénynek. Ez a rendezvény volt a csírája a később kétévente megrendezett Pannonian International Symposium on Catalysis konferenciasorozatnak, amely már 14 sikeres rendezvényt tudhat maga mögött (2020-ig). 
Több, mint 300 tudományos közleménye jelent meg, ebből 17 könyv, illetve könyvfejezet, 235 cikk referált folyóiratban, 20 referált konferencia kiadvány. Mintegy 300 előadást tartott, ebből 11 meghívott, illetve plenáris, több mint 100 bejelentett előadás konferenciákon, valamint kb. 120 szemináriumot különböző országok egyetemein, illetve kutatóintézetekben.

## Dijak, elismerések
Munkásságát 1983-ban Állami Díjjal ismerték el (Tétényi Pállal és Guczi Lászlóval megosztva).
A Poitiers-i Egyetem 2006-ban díszdoktorává fogadta.
2007-ben az MTA Eötvös József-koszorú kitüntetésben részesítette. 
Emlékére alapították hozzátartozói a Paál Zoltán díjat, melyet a díj kuratóriuma kétévente egy, a Pannon-térségben alkotó katalitikus kémikusnak adományoz. A díj átadására a mindenkori esedékes Pannon Katalízis Szimpóziumon kerül sor .

## Fontosabb művei
- New Classification of Metal Catalysts in in Skeletal Reactions of Hydrocarbons, (Tétényi Pál társszerzővel) Nature, 267. kötet, 1977. 234-236 o.
- Metal Catalyzed Cyclization Reactions. Advances in Catalysis, New York, 1980. 29. 273-334 o.
- Reactions of Hydrocarbons on Metallic Catalysts, (Tétényi Pál társszerzővel), Catalysis, 5. kötet (szerkesztő: G.C. Bond és G. Webb), London, 1982. 80-126 o.
- Platina katalizátor vizsgálata felületi fizikai-kémiai módszerekkel, Kémiai Közlemények, 1984. 61. 207-222 o.
- Szénhidrogének gyűrűzáródási reakciói fémkatalizátorokon. A kémia újabb eredményei. Bp. 1986. 64. kötet. 7-199 o. (Csicsery Zs. társszerzővel). Oroszul: Mir kiadó, Moszkva, 1988.
- Hydrogen-induced sintering of Unsupported Metal Catalysts, (293-310 o.) és Hydrogen Effects in Skeletal Reactions of Hydrocarbons over Metal Catalysts (449-520 o.), mindkét fejezet a Hydrogen Effects in Catalysis c. könyvben, (melynek szerkesztője is P.G. Menonnal közösen) Dekker, New York, 1988. 784 o.
- Basic Reactions of Reforming on Metal Catalysts, Catalytic Naphtha Reforming: Science and Technology (szerk.: G.J. Antos, A.M. Aitani, J.E. Parera), Marcel Dekker, 1995. 19-44 o.
- Promoters and Poisons (G.A. Somorjai társszerzővel), Handbook of Heterogeneous Catalysis, 3. kötet (szerk.: G. Ertl, H. Knözinger és J. Weitkamp), Wiley-VCH 1997. 1084-1103 o.
- Dehydrocyclization (9-24 o.) és Ring Opening Reactions on Heterogeneous Catalysts (116-125 o.), mindkét fejezet az Encyclopedia of Catalysis c. könyvben (szerk.: Horváth I.T), Wiley, 2003.
- Application of 14C Radiotracer for the Study of Heterogeneous Catalytic Reactions, Isotopes in Heterogeneous Catalysis (szerk.: J.S.J. Hargreaves, S.D. Jackson és G. Webb) Imperial College Press, 2006. 31-61 o.